# Episodi di Un professore (seconda stagione)
La seconda stagione della serie televisiva Un professore, composta da 12 episodi, è stata trasmessa in prima visione su Rai 1 dal 23 novembre al 21 dicembre 2023 in sei prime serate. I primi due episodi sono stati pubblicati in anteprima il 14 novembre 2023 su RaiPlay.
| nº | Titolo                           | Prima TV         |
| -- | -------------------------------- | ---------------- |
| 1  | Eraclito: Tutto scorre           | 23 novembre 2023 |
| 2  | Bergson: Il tempo                | 23 novembre 2023 |
| 3  | Heidegger: L'esistenza autentica | 30 novembre 2023 |
| 4  | David Hume: La bellezza          | 30 novembre 2023 |
| 5  | Montaigne: Chi siamo             | 5 dicembre 2023  |
| 6  | Thoreau: Un pianeta da salvare   | 5 dicembre 2023  |
| 7  | Freud: I padri                   | 12 dicembre 2023 |
| 8  | Kierkegaard: Che ci faccio qui?  | 12 dicembre 2023 |
| 9  | Leibniz: Rimorsi e Rimpianti     | 14 dicembre 2023 |
| 10 | Orazio: Carpe diem               | 14 dicembre 2023 |
| 11 | Sartre: La libertà di scelta     | 21 dicembre 2023 |
| 12 | Epicuro: Tra vita e morte        | 21 dicembre 2023 |

## Eraclito: Tutto scorre
- Diretto da: Alessandro Casale
- Soggetto di: Sandro Petraglia, Valentina Gaddi, Sebastiano Melloni e Fidel Signorile
- Scritto da: Sandro Petraglia

### Trama
Dante continua a frequentare di nascosto Anita che intanto viene assunta in una libreria. Chiamata a fare da traduttrice a un convegno, Anita riconosce Nicola Brandi, una sua vecchia fiamma. Chicca ha cambiato scuola mentre Pin si è trasferito a Siena con la madre; tra i nuovi arrivati nella classe ci sono Nina, una ragazza molto intelligente di origine polacca, e Rayan, un ragazzo di colore che sembra essere una promessa del calcio. Anita viene sfrattata perché non ha pagato l'affitto e insieme al figlio viene ospitata a casa di Dante; una sera Manuel e Simone vedono i genitori baciarsi e chiedono loro spiegazioni: i due adulti li tranquillizzano assicurando che si tratta di una cosa seria.
- Ascolti: telespettatori 3 879 000 – share 19,00%[4].

## Bergson: Il tempo
- Diretto da: Alessandro Casale
- Soggetto di: Sandro Petraglia, Valentina Gaddi, Sebastiano Melloni e Fidel Signorile
- Scritto da: Sandro Petraglia

### Trama
Mimmo Bruni ottiene la semilibertà e può lavorare nella biblioteca della scuola. Dante cerca di scoprire di più sulla misteriosa Nina e anche Manuel sembra interessato a lei. Anita si vede con Nicola nell'hotel dove lui alloggia. Tra vecchi ricordi, Nicola ha modo di affrontare l'argomento di sua figlia Viola, adolescente rimasta disabile dopo un grave incidente stradale per cui si è chiusa in se stessa e non ha più voluto tornare a scuola; Anita gli consiglia di rivolgersi a Dante per risolvere la situazione. Simone fa amicizia con Mimmo in biblioteca e viene poi preso di mira in palestra dai bulli di quinta. Mimmo interviene per difenderlo da una seconda aggressione di Ernesto Poggi colpendo quest'ultimo con un'asta. Simone tranquilizza Mimmo, che allontana subito, e poi parla del fatto solo con Manuel; Ernesto però è in coma e la notizia diventa pubblica. Su esplicita richiesta della preside, Dante va a parlare con Viola Brandi in hotel per convincerla a riprendere gli studi. A casa di Dante torna a sorpresa la sua ex moglie Floriana.
- Ascolti: telespettatori 3 248 000 – share 19,60%[4].

## Heidegger: L'esistenza autentica
- Diretto da: Alessandro Casale
- Soggetto di: Sandro Petraglia, Valentina Gaddi, Sebastiano Melloni e Fidel Signorile
- Scritto da: Sandro Petraglia e Fidel Signorile

### Trama
Simone non sembra tanto entusiasta del ritorno a casa della madre. Dante accoglie in classe la nuova arrivata Viola Brandi, la figlia di Nicola, il quale continua a insistere con Anita. La polizia intanto prosegue con le indagini relative all'aggressione avvenuta in palestra ai danni di Ernesto e Mimmo è particolarmente preoccupato. Mentre Dante sta spiegando la lezione su Martin Heidegger, Simone viene convocato in presidenza poiché è risultato che si trovava in palestra il giorno dell'aggressione. 
In presenza del padre, viene interrogato da un poliziotto al quale non fornisce una spiegazione chiara sull'accaduto. Manuel se la prende quindi con Mimmo per aver messo in difficoltà l'amico. Dante chiede ad Anita perché non gli ha detto che conosceva Nicola ma lei cambia discorso dicendogli di sentirsi a disagio per il ritorno di Floriana. Dante si confronta con la sua ex la quale non sembra voler far ritorno a Glasgow perché è appena stata lasciata da un uomo con cui aveva intrecciato una relazione. Poco dopo Anita chiede aiuto a Nicola perché ha bisogno di lavorare di più e gli chiarisce anche che lei e Dante sono fidanzati. I professori Lombardi e De Angelis auspicano la sospensione se non addirittura la bocciatura per Simone e Dante cerca di opporsi: la preside vuole che venga fatta chiarezza ma Simone non è propenso a parlare e quindi il consiglio decide per dieci giorni di sospensione. Manuel inizia a frequentare Nina Mazur, l'altra nuova arrivata nella classe. Dante intanto, su suggerimento dell'amica dottoressa Elsa Paternò, si sottopone a una TAC.
- Ascolti: telespettatori 3 802 000 – share 18,70%[5].

## David Hume: La bellezza
- Diretto da: Alessandro Casale
- Soggetto di: Sandro Petraglia, Valentina Gaddi, Sebastiano Melloni e Fidel Signorile
- Scritto da: Sandro Petraglia, Valentina Gaddi e Sebastiano Melloni

### Trama
Dante porta i ragazzi in gita e chiede a Viola di frequentare Rayan, l'altro nuovo arrivato. La ragazza inizia quindi a stare più tempo con il compagno ma una sera a una festa lui la lascia da sola e quindi Viola si richiude in se stessa. Virginia, parlando con il nipote, intuisce che possa coprire qualcuno e alla fine Simone confessa tutto al padre. Dalla TAC di Dante non risultano anomalie ma una sera in casa ha di nuovo un annebbiamento; la dottoressa Paternò pensa che si tratti di malformazione artero-venosa e gli vuole far fare altre analisi. Il professore rimprovera Mimmo per l'aggressione. Poco dopo riceve la visita di Nicola che gli chiede di convincere Viola a tornare a scuola. Fuori da scuola Nicola conosce Manuel e gli dà un passaggio a casa intuendo che possa essere suo figlio; poco dopo Anita gli confessa la cosa.
- Ascolti: telespettatori 3 378 000 – share 20,70%[5].

## Montaigne: Chi siamo
- Diretto da: Alessandro Casale
- Soggetto di: Sandro Petraglia, Valentina Gaddi, Sebastiano Melloni e Fidel Signorile
- Scritto da: Sandro Petraglia e Fidel Signorile

### Trama
Mimmo sta per mettersi nei guai per fare un favore al suo compagno di cella e la scuola si allarma per la sua assenza. Manuel si è staccato da Nina dopo aver scoperto che lei ha una figlia piccola; la ragazza si confida con Dante che rimprovera quindi Manuel. Il giovane ci ripensa e chiede a Nina di poter conoscere la bambina. Viola torna a frequentare Rayan mentre suo padre propone ad Anita di aiutare economicamente lei e il figlio. Ernesto si risveglia in ospedale e alla polizia racconta di non aver potuto vedere chi lo ha colpito alle spalle e che Simone era già a terra. Anita racconta a Dante che 19 anni prima aveva avuto una relazione con Nicola e che Manuel è suo figlio.
- Ascolti: telespettatori 4 058 000 – share 20,00%[6].

## Thoreau: Un pianeta da salvare
- Diretto da: Alessandro Casale
- Soggetto di: Sandro Petraglia, Valentina Gaddi, Sebastiano Melloni e Fidel Signorile
- Scritto da: Sandro Petraglia, Valentina Gaddi e Sebastiano Melloni

### Trama
Nina deve affrontare l'assistente sociale che si occupa di sua figlia; Dante ha convinto la donna a conoscere meglio la ragazza e quindi a Nina viene concesso di incontrare la figlia in un parco. Mimmo continua a fare da corriere per il suo compagno di cella mettendo a rischio la sua semilibertà e Simone lo copre; Dante inizia a sospettare qualcosa. Scorrendo tra le email della madre, Manuel trova una bozza di lettera da spedire a Nicola Brandi scoprendo che questi è suo padre. Il ragazzo va su tutte le furie, attacca la madre e sparisce per ore; la sera si confida con Simone a bordo della piscina nella villa. L'indomani si apposta fuori  dell'hotel in cui vivono Nicola e Viola, poi segue l'auto di Nicola fin sotto il suo ufficio. Incontra poi Nina e i due finiscono per fare l'amore. Pure tra Viola e Rayan sta nascendo qualcosa anche se lei inizialmente è un po' diffidente. La dottoressa Paternò ha la conferma che si tratta di malformazione artero-venosa per cui Dante si dovrà sottoporre a un intervento; nel comunicargli la notizia, Elsa lo conforta accarezzandogli il viso e in quel momento arriva davanti a scuola Floriana la quale vedendoli si insospettisce. Poco dopo Elsa per telefono le racconta della malattia di Dante; Floriana quindi affronta il suo ex rimproverandolo di non averne parlato con nessuno. Anita è spaesata e comunica a Dante di voler andare ad abitare altrove soffrendo anche la presenza di Floriana. Lui non oppone resistenza e si fa accompagnare da Floriana dal dottor De Stefano, il quale gli fa capire che l'operazione sarebbe rischiosa.
- Ascolti: telespettatori 3 643 000 – share 23,70%[6].

## Freud: I padri
- Diretto da: Alessandro Casale
- Soggetto di: Sandro Petraglia, Valentina Gaddi, Sebastiano Melloni e Fidel Signorile
- Scritto da: Sandro Petraglia e Fidel Signorile

### Trama
Anita chiede a Dante di parlare con Manuel e così il professore lo prende da parte dopo aver affrontato il tema dei padri durante la lezione su Sigmund Freud: il ragazzo però non ne vuole sapere di avere a che fare con suo padre. Manuel avvicina Viola e le racconta di essere il suo fratellastro sconvolgendola; la ragazza è disorientata e in albergo si fa raccontare tutto dal padre. Dante ha dei sospetti su Mimmo e quando inizia a fare delle domande a suo figlio si sente male adducendo problemi di pressione. Dante ha fatto delle ricerche su internet riguardo alla sua malformazione e alla radiochirurgia cerebrale e dice a Floriana di non voler essere operato. Virginia capisce che le stanno nascondendo qualcosa e, dopo aver saputo la verità da Floriana, affronta il figlio a scuola. Molosso ordina a Mimmo di spiare sua moglie che lo sta tradendo; Simone lo aiuta a sorvegliare la donna e lui nel ringraziarlo lo bacia. Dante va a trovare Anita nella sua nuova casa per portarle alcune cose e tra i due scoppia di nuovo la passione. La mattina seguente però Dante se ne va senza salutare Anita dopo aver visto sul suo cellulare la notifica di un messaggio di Nicola.
- Ascolti: telespettatori 4 087 000 – share 19,80%[7].

## Kierkegaard: Che ci faccio qui?
- Diretto da: Alessandro Casale
- Soggetto di: Sandro Petraglia, Valentina Gaddi, Sebastiano Melloni e Fidel Signorile
- Scritto da: Sandro Petraglia, Valentina Gaddi e Sebastiano Melloni

### Trama
Anita viene a sapere da Nicola che Viola ha scoperto tutto da Manuel. Il ragazzo si scontra con la madre anche sul fatto di aver lasciato casa di Dante dove lui sta bene, soprattutto con Simone. Mimmo si sta assentando troppe volte da scuola e accumula diversi ritardi: il professor De Angelis lo redarguisce ed è intenzionato a portarlo dalla preside ma interviene Dante il quale salva il ragazzo portandolo nella sua classe per la spiegazione sul filosofo danese Søren Kierkegaard. Luna intanto ha iniziato a mandare delle foto spinte a un ragazzo che le scrive in forma anonima e la sua amica Laura mette al corrente Dante; una sera la ragazza rischia di finire male dato che il ragazzo si è presentato al loro primo appuntamento accompagnato da alcuni amici con delle brutte intenzioni ma Dante, Manuel e Simone intervengono in tempo mettendo in fuga i ragazzi. Manuel incontra il padre e decide di dargli una possibilità chiedendogli un favore per la madre: dopo poco la libreria in difficoltà dove lavora Anita viene rilevata da Nicola così da salvarle il posto, ma lei si arrabbia molto perché non vuole i suoi soldi e non era stata consultata. Dante affronta Mimmo  dicendogli di aver capito che ha dei giri strani: il ragazzo racconta di fare da postino e che Simone lo sta aiutando; poco dopo però su richiesta di Molosso il ragazzo viene avvicinato da Palommo, che gli fa intuire che ha intenzione di "sfregiare" il viso della moglie infedele del mandante. Mimmo in preda al panico corre da Simone, che sta per salire sull'autobus diretto a Perugia per una partita di rugby e gli chiede aiuto. Il professore porta i suoi alunni a San Lorenzo mostrando loro un murales riguardante la violenza sulle donne. Dante passa poi la sera in compagnia di Floriana e dopo cena i due finiscono per fare l'amore. Nicola invece si presenta a casa di Anita chiedendole scusa per la proposta fatta al titolare della libreria e le chiede di far parte della sua vita e di quella di Manuel.
- Ascolti: telespettatori 3 704 000 – share 22,90%[7].

## Leibniz: Rimorsi e Rimpianti
- Diretto da: Alessandro Casale
- Soggetto di: Sandro Petraglia, Valentina Gaddi, Sebastiano Melloni e Fidel Signorile
- Scritto da: Sandro Petraglia e Fidel Signorile

### Trama
Mimmo è in ansia perché Molosso vuole riavere i suoi soldi e ringrazia Simone per l'aiuto che gli sta dando nel nasconderli: i due finiscono per fare l'amore. Nicola chiede a Dante di convincere la figlia a sottoporsi a un intervento chirurgico. In classe il professore nel corso della lezione su Leibniz affronta la questione dei rimorsi e dei rimpianti facendo breccia in Viola che poco dopo accetta di incontrare il dottore che dovrà operarla. Manuel interviene durante la spiegazione punzecchiando il professore sulla sua vita privata, avendo appena saputo da Simone che è andato a letto con Floriana. Dopo un colloquio a scuola, Anita ha modo di conoscere la figlia di Nicola e le propone di andare a mangiare fuori tutti insieme; il pranzo però viene rovinato da una scenata di Viola. Subito dopo Nicola bacia Anita ma lei si ritrae perché si sente in colpa per Dante. Floriana chiede a Dante di ricominciare insieme ma Dante le risponde di essere ancora innamorato di Anita. La donna ne prende atto e cerca di spiegare tutto a Simone. Dante viene a sapere dal figlio che Mimmo è in pericolo e così si rivolge al suo amico poliziotto Pantera. Nina intanto vuole riavere sua figlia e chiede aiuto a Dante. Manuel passa un pomeriggio con Nina e la bambina ma in un momento di distrazione va a sbattere con l'auto di Nicola.
- Ascolti: telespettatori 4 059 000 – share 21,00%[8].

## Orazio: Carpe diem
- Diretto da: Alessandro Casale
- Soggetto di: Sandro Petraglia, Valentina Gaddi, Sebastiano Melloni e Fidel Signorile
- Scritto da: Sandro Petraglia, Valentina Gaddi e Sebastiano Melloni

### Trama
Per fortuna Manuel, Nina e Lilli sono illesi; in ospedale Dante tranquillizza subito i genitori affidatari della bambina. Il professore organizza un incontro a sorpresa tra Mimmo e il poliziotto Pantera ma il ragazzo non vuole collaborare e, anzi, se la prende poi con Simone. Dante ha un annebbiamento mentre spiega ai ragazzi che devono vivere l'oggi e cogliere le occasioni, carpe diem come diceva Orazio; Viola ne approfitta per ringraziare il professore avendo deciso di operarsi seguendo il suo consiglio. Elsa spiega a Dante che i sintomi sono peggiorati perché l'arteria si è ingrossata e potrebbe rompersi da un momento all'altro e lo rimprovera spronandolo a farsi operare dal dottor De Stefano. Dante è costretto a raccontare tutto a Simone che lo ha seguito fino all'ospedale e il ragazzo se la prende con lui per il fatto che ha paura di farsi operare. Nina dice a Manuel di voler scappare con la bambina a Parigi da una cugina perché ha paura che le venga tolta. Molosso fa presente a Mimmo che deve fare ciò che gli chiede perché è in debito con lui e il ragazzo gli risponde che può fidarsi di lui. Simone beve troppo a una festa scolastica e si sente male per poi aggredire Matteo: quando arriva il padre a prenderlo gli spiega che ha bevuto così tanto perché ha paura che morirà. Nicola spiega alla figlia che il suo caso non rientra nei parametri di un possibile intervento del dottore che hanno consultato mandandola in tilt. Mimmo avvisa Simone e Dante del fatto che tale Palommo ammazzerà l'amante della moglie di Molosso il sabato successivo e che lui dovrebbe fare da palo; Dante avvisa subito Pantera. Manuel aiuta Nina a rapire Lilli al parco giochi ma dopo poco scoprono di non poter essere ospitati dalla cugina a Parigi e fanno dietrofront. Rayan cerca di dimostrare vicinanza a Viola ma lei inizialmente non lo vuole ricevere e quindi lui insiste e una volta entrato nella stanza d'albergo si bacia con la ragazza. Nicola si presenta a casa di Anita in lacrime per la notizia riguardante la figlia e i due finiscono per fare l'amore.
- Ascolti: telespettatori 3 784 000 – share 24,90%[8].

## Sartre: La libertà di scelta
- Diretto da: Alessandro Casale
- Soggetto di: Sandro Petraglia, Valentina Gaddi, Sebastiano Melloni e Fidel Signorile
- Scritto da: Sandro Petraglia

### Trama
Anita trova sul cellulare un messaggio vocale di Dante che le chiede di parlare. Viola dice al padre di essersi innamorata di Rayan. Dante dice a casa di volersi operare  e avverte la preside che per qualche giorno Mimmo non tornerà a scuola d'accordo con il giudice. L'assistente sociale lo avvisa del fatto che Nina è scappata con la bambina e che i genitori affidatari non hanno ancora sporto denuncia. Nell'affrontare Sartre, Dante decide di far registrare la spiegazione sulla libertà di scelta così da farla avere in diretta a Nina e Mimmo. Al magistrato Mimmo conferma che Palommo è stato incaricato di uccidere l'amante della moglie di Molosso. Manuel, per aiutare Nina, ruba dei soldi alla madre e vende la moto. Dante allerta Anita e i due vanno a casa di lei scoprendo che il ragazzo ha rubato i soldi; Nicola li ha visti uscire insieme da scuola e ci rimane male. Manuel e Nina trovano riparo a casa di Simone, che però avvisa subito il padre; Manuel prende la moto di Dante per andare a chiedere dei soldi a Nicola, il quale si ammorbidisce alla richiesta e accetta di fargli un bonifico di 7 000 euro. Dante invece va a parlare con i genitori affidatari per prendere tempo. Nicola chiama il questore Casale. Pantera incoraggia Mimmo. Una volta tornato a casa, Dante convince Nina a riportare subito la bambina ai genitori affidatari per evitare di essere denunciata, ma in quel momento arriva la polizia.
- Ascolti: telespettatori 3 981 000 – share 21,00%[9]

## Epicuro: Tra vita e morte
- Diretto da: Alessandro Casale
- Soggetto di: Sandro Petraglia, Valentina Gaddi, Sebastiano Melloni e Fidel Signorile
- Scritto da: Sandro Petraglia

### Trama
È stato Nicola a chiamare la polizia per non far finire nei guai Manuel e Nina, e per questo si scontra con il ragazzo e con Dante. I genitori affidatari, convinti dall'avvocato di Brandi, decidono di non denunciare Nina ma si riprendono la bambina. Anita in lacrime racconta a Dante di essere finita a letto con Nicola forse "come reazione alla solitudine" per la sua lontananza e pensando forse alla stabilità di Manuel nel poter vedere la famiglia riunita; Dante in risposta confessa di essere andato a letto con Floriana. Palommo si presenta davanti alla scuola di Mimmo dicendogli che l'agguato verrà anticipato e lui avvisa subito Pantera. Dante chiama Elsa dicendole di essersi convinto a farsi operare. Anita chiede a Nicola di aiutare Nina e lui, nel mostrarle la villa dove intende andare ad abitare, le chiede di tornare insieme. Dante intanto porta gli alunni al parco e racconta che deve operarsi: mentre sta spiegando la paura della morte secondo Epicuro, ha un malore. In ospedale, nell'attesa di scoprire l'esito dell'operazione d'urgenza di Dante, Simone teme di perderlo e Manuel lo consola. Anche Anita viene a conoscenza della malattia di Dante, ma presa dalla paura non rimane ad aspettare. Tuttavia il professore viene salvato per miracolo e il suo recupero è abbastanza rapido. Mimmo intanto riesce a far arrestare Palommo e altri malavitosi e inizia una vita da testimone di giustizia lontano da tutto e tutti. Nicola spiega a Manuel di voler offrire a Nina un lavoro part time nella sua società così che lei possa presentarsi in maniera positiva agli assistenti sociali.
Qualche mese dopo. Dante a sorpresa ritorna a scuola per la felicità di tutti gli alunni. A Simone viene concesso di salutare per l'ultima volta Mimmo in biblioteca prima che questo entri nel programma di protezione. Nicola deve trasferirsi a Tokyo per lavoro per almeno qualche mese e prima di partire manda un vocale ad Anita dicendole che potrà andare a vivere con Manuel nella casa che ha preso per Viola. Mentre Dante sta spiegando la lezione al parco, Anita si avvicina e gli dice di esserci rimasta male per il fatto di non aver saputo che fosse malato e che loro due comunque sia non sarebbero andati lontano; i due comunque, dopo essersi accusati di tradimento a vicenda, finiscono per darsi un bacio e per abbracciarsi. Tra Manuel e Simone viene tutto lasciato in sospeso, come ultima scena i due si guarderanno, lasciando intendere che la loro storia continuerà nella terza stagione. 
- Altri interpreti: Stefano Antonucci (vicino di casa di Nina).
- Ascolti: telespettatori 3 690 000 – share 24,60%[9].